# Нова Тепловка
Нова Те́пловка (рос. Новая Тёпловка) — село у складі Бузулуцького району Оренбурзької області, Росія.

## Населення
Населення — 336 осіб (2010; 392 у 2002).
Національний склад (станом на 2002 рік):
- росіяни — 47 %